# Dobromír
Dobromír je mužské křestní jméno slovanského původu. Ženským ekvivalentem je Dobromíra. Jméno znamená tvůrce, obránce dobra. Svátek slaví 5. června nebo 5. února. Podobným jménem je Dobromil nebo Dobroslav.

## Domácké podoby
Mezi domácké podoby jména Dobromír patří Dobromírek, Dobrouš, Dobeš, Dobra, Mirek, Míra, Mirda apod.

## V cizích jazycích
- polsky Dobromir
- bulharsky Добромир, Dobromir

## Nositelé
- Dobromír (probošt) († 1185), probošt litoměřické kapituly sv. Štěpána v letech 1175–1185
- Matěj Dobromír Štembera (1806–1879), český lékař, vlastenecký spisovatel a regionální historik
- Dobromir Žečev (* 1942), bulharský fotbalista

## Podobné názvy
- Dobromir, místopisné jméno
- Dobromirovo, vesnice v Severní Makedonii